# Het Minneplein
Het Minneplein is het voormalig voetbalstadion van WS Ieper en later ook van KVK Ieper. Het terrein is genoemd naar de straatnaam van het plein. De club werkte er zijn thuismatchen af tot en met het voetbalseizoen 2007-2008. Het stadion was gelegen in het centrum van de stad Ieper. De club moest uitwijken naar het nieuwe Crackstadion omwille van uitbreidingswerken van de nabijgelegen plaatselijke school. Het minneplein kende in zijn originele staat een capaciteit van 300 zitplaatsen en meer dan 1000 staanplaatsen. Het stadion was volledig omringd door de muren wat een gezellige sfeer creëerde. Tot op heden wordt het voetbalplein gebruikt door de plaatselijke school. De doelen zijn nog altijd authentiek gebleven. De tribunes zijn volledig afgebroken en omgebouwd tot nieuwe schoolgebouwen, een basketbalplein en een volleybalterrein.